# 錢樹樵
钱树樵（1894年—1972年），字松龄。河北河间行别营乡钱各庄人。自幼好武，1911年拜在形意八卦名家张占魁门下，技艺精纯，登堂入室。
人物经历
曾随师先后在冯国璋步兵营、冯玉祥将军驻天津文庙部任武术教官。1944年，钱树樵携眷南下徐州先住富贵街福水井，后迁居林家巷。为古彭徐州培养了众多后继人才。
人物传承
有弟子，张仁甫、张得平、高银鹤、宋庭顺、耿继义、潘荣弟、潘小杰 （页面存档备份，存于）、黄万祥、蓝承举等。大部分弟子后继有人，义务教学，致力于形意八卦的传承与推广。
近年其后人成立“钱树樵形意八卦研究会”。